# Starokatolická farnost Zlín
Starokatolická farnost Zlín je farnost Starokatolické církve v České republice. Starokatolické společenství ve Zlíně vzniklo roku 1999 – již tehdy mu byl přidělen první duchovní, Bernard M. Růžička – a roku 2001 bylo zaregistrováno jako filiální obec náležející ke starokatolické farnosti Brno. Roku 2009 byla filiální obec povýšena na samostatnou farnost. 
Bohoslužby se od roku 2000 konají v novorománské kapli na hřbitově ve Štípě, postavené původně rovněž jako hrobka majitelů zlínského panství hrabat von Seilern-Aspang. Ta byla původně vysvěcena (26. listopadu 1905) jako kaple sv. Jana Nepomuckého; při vysvěcení pro bohoslužebné účely starokatolické církve bylo 14. října 2000 zasvěcení změněno na Vzkříšení Nejsvětějšího Spasitele (Kristovo Vzkříšení).